# スガシカオ
スガ シカオ（1966年〈昭和41年〉7月28日 - ）は、日本のシンガーソングライター、音楽プロデューサー。本名、菅 止戈男（すが しかお）。東京都出身。

## 略歴
- 佼成学園高等学校、東京経済大学卒業。1989年に大学卒業後、制作会社に就職、1993年頃まで約4年間勤める。
- 1995年、インディーズよりシングル「0101」を発売[注 2]。その後、オフィスオーガスタと契約。
- 1997年2月26日、シングル「ヒットチャートをかけぬけろ」でメジャーデビュー。以後、ラジオ局のヘビーローテーション、音楽専門誌を中心に、業界の注目を集める。
- 1997年9月、1stアルバム『Clover』発売。
- 1998年、SMAPに「夜空ノムコウ」で作詞提供。SMAP初のミリオンセラーとなり、スガシカオの名も全国区に知れ渡る。同年8月には初の全国ツアーを敢行。
- 1999年、杏子、山崎まさよしとのスペシャルユニット「福耳」名義でのシングル「星のかけらを探しに行こう Again」が発売。
- 2001年、ベストアルバム『Sugarless』発売。オリコンアルバムチャート初登場1位を獲得。
- 2003年、BMGファンハウス（現・アリオラジャパン）に移籍。作品は所属事務所提携レーベル「オーガスタレコード」からの発売となる。
- 2006年、NHK制作番組『プロフェッショナル 仕事の流儀』のためのスペシャルユニット「kōkua」に、ボーカル及び作詞・作曲として参加し、「Progress」を発表。第57回NHK紅白歌合戦に初出場し、ソロ名義で演奏。
- 2009年、ロンドンICAで初の海外公演を行った。翌年、O2 Academy Islingtonにて再びイギリスでライブを行った。
- 2011年10月、オフィスオーガスタからの独立を発表。後のインタビューで、メジャーでは曲が生々しい形でリスナーに伝わらないためと語っている[3]。
- 2012年6月、レコード会社・マネジメント会社と契約を結ばず、完全フリーランスとなって初となる音源、配信限定シングル「Re:you/傷口」をリリース。
- 2012年9月、東京JAZZに出演。ルーファス（英語版）、タワー・オブ・パワーらファンクバンドと共演し、自身の持ち曲である「黄金の月」、「正義の味方」、「91時91分」を演奏した。
- 2013年2月、ベストアルバムを2タイトルに分けてリリース。
- 2014年、SPEEDSTAR RECORDSと契約。約2年ぶりにメジャーレーベルでの音楽活動を再開。
- 2016年、男性ソロアーティストとして、1stアルバムからの連続アルバムTop10入りの日本記録を達成。
- 2017年、5月6日にさいたまスーパーアリーナで開催されたスガフェスでは、約2万人を集客し、大成功を収める。
- 2020年4月28日、公式YouTubeで医療従事者にエールを送る新曲「あなたへ」を公開[動画 1]。ボーカルで桜井和寿と岡野昭仁も参加。

## 音楽性
- NHK番組で、サイケデリック・ロックの影響を受けた「Progress」がテーマに採用され、知名度が上昇した（『プロフェッショナル 仕事の流儀』のテーマ）。
- 武部聡志とも共演し、相互に刺激を与えあっている[4]。
- ミュージシャンとして音楽性を完成させるまで貧乏生活が続き、塩も醤油もなくなった後は、「白米に胃薬をかけて」食べたという[5]。
- 音楽で最も影響を受けたのは、FLYING KIDSだと公言している。特に、ファースト・アルバム『続いてゆくのかな』が出た直後「自分のやりたかったことを全部やられた」とショックを受けて、1年程音楽活動から遠ざかったという。
- 学生時代は非常階段をはじめとしたノイズミュージックのファンが嵩じて自身もノイズバンドをやっていた。その時に録音した音源は、デビューシングルのカップリング曲「ひとりぼっち」のトラックに使用されている。
- 楽曲制作に関してはほとんどは曲を先に制作し、編曲が終わる頃に歌詞を書く[6]。歌詞は考えると理屈っぽくなってしまうので、何も考えないで書くようにしている。特に砕けた歌詞のときは酒を呑みながら4時間程度で書き上げ、それ以降は泥酔する。酒が入っていないと自分を守ろうとして、カッコつけてしまうからだという。
- 佐野元春を『生き方のアイドル』として崇めており、好きな曲として「Young Bloods」「情けない週末」を挙げている[7]。
- 村上春樹のファンであり、著書に相当影響を受けている[8]。春樹チルドレンを自称。村上もまたスガの独特な歌詞に魅力を感じているという[9]。『アフターダーク』では、実際の曲が使用されており、これについて「いつ音楽をやめてもいい」とまで喜びの旨を語っている。
- また、戦後詩の代表的な詩人である鮎川信夫にも影響を受けたと語っており、『SWEET BABY』の中に出てくる「Oh SWEET BABY　胸のシリコンはまだ今でもそんなに痛むかい」という歌詞は、鮎川信夫の代表作である『死んだ男』の作中にある「Mよ、地下室に眠るMよ、きみの胸の傷口は今でもまだ痛むか」との類似点も多く、その影響がうかがえる。
- 好きなミュージシャンにスライ&ザ・ファミリー・ストーンを挙げているが、音楽性はサイケとファンクの折衷で、音楽評論家や音楽ファンからはファンク・ロックと見られている。アコースティック・ギターを使用していることも影響しているとみられる。
- 日本のポップスに、どこまでソウルなどを溶かし込めるかが課題であると語っていた[10]。

## エピソード
- 作曲は大学時代から、作詞は1990年頃から始めている[11]。
- サラリーマン時代は長崎市の造船所で住み込みで働いていた[12]。
- 子供の頃好きだった音楽は、特撮ヒーロー番組「トリプルファイター」の主題歌。サラリーマン時代はクリエイティブな職業だったため楽しくやっていたが、ミュージシャンを目指すため退社を決意した際、上司から「昇進させるから辞めないでくれ」と説得された。ただ、給与規定を見たところ係長になっても給料は月700円上がるだけであり、自分の価値はそんなものかと思い辞めたという。『プロフェッショナル 仕事の流儀』に出演した際、サラリーマン時代の経験が役に立ったこととして、企画書を書く仕事においてスガの女性上司が「自分の作品をかわいがり過ぎるな」とよく言っていたことを挙げた。
- 歌手として軌道に乗るまでは、経済的に窮迫し「（家におかずになるもの、調味料など味のするものが何もなく）一度だけご飯に胃薬をかけて食べた。あまりのまずさにすぐ吐き出した」と、『プロフェッショナル 仕事の流儀』でのインタビューや『Music Lovers』で告白している。その後4年くらいひっきりなしに仕事が来て、合間に作った2ndアルバム『FAMILY』で高い評価を得る。
- 2004年にHEY!HEY!HEY! MUSIC CHAMPに初出演した際に、かつてアルバイトをしていた仕事場で『ジョリーン』というあだ名を付けられたというエピソードを披露した時、そのあだ名が番組MCを務める松本人志のツボにハマり何度も呼ばれていた。
- 交友のあるミュージシャンに山崎まさよし、桜井和寿（Mr.Children）、岡野昭仁（ポルノグラフィティ）、SEAMOなどがいる。
- 自ら「隠れオタク」と言い張るほど新世紀エヴァンゲリオンが好き。特技はUFOキャッチャー。
- かつてソニーのオーディションを受けたが「人として華がない」という理由で落とされている。ちなみに2009年から2011年まで所属していたアリオラジャパンはかつて所属していたレーベル（BMG JAPAN）が買収・再編を経て、今ではソニー・ミュージックエンタテインメントの傘下となっている。
- 2010年9月に行なわれたいきものがかりの日本武道館ライブで亀梨和也（KAT-TUN）とは席が隣同士であったが、亀梨から挨拶された際にしっかり確認できず「誰？」と聞き返した（スガはKAT-TUNのデビューシングルに作詞提供している）。これに関して亀梨は『HEY!HEY!HEY! MUSIC CHAMP』にVTR出演した際に「ショックだった」と語っており、これにはスガも猛省していた。
- オフィスオーガスタから独立後、自らマネージャー業も兼任している[13][14]。
- ある楽曲には、入れたはずのない「女の人の笑い声」が入っている。第三者に指摘され、スガ本人も確認。マスターテープをチェックしようとしたところ、なぜか紛失していた（マスターテープが無くなったのはこの曲だけ）。「とても人気のある曲」と具体的な曲名を伏せているが、「うきぶくろをもって」であることがわかっている。
- 本名の「止戈男」は、戦争を止める男という意味である。
- メジャーアーティストとして歩みだすきっかけとなったSMAPに提供した「夜空ノムコウ」は、スガ自身も「軽い気持ちで書いたら、意外なほど売れて教科書にも載って、あわてふためいた。」とMCで語っている。
- かけすぎ部(正式名は→あればあるだけかけちゃう、かけすぎ部)という飲食店にある調味料を無料・有料にかかわらず自分の好きなだけ食物にかけるのをモットーにした部を立ち上げてその代表として活動している。
- 週に一度ラーメンを食べ、SNSにあげている。
- ワインを好んでよく飲んでいる。

## 人物

### UFOフリーク
「矢追純一リスペクト！」と本人が語るように、UFOに多大な興味があり造詣が深い。今までに何回かUFOを目撃している。浦島太郎は宇宙人で亀はUFOである、という説がお気に入り。火星には宇宙人はいないと思っているが、NASAが撮影した火星の写真に岩に宇宙人が座っている写真は好きである。また、矢追がそう言っていたからという理由で、エリア51にはUFOもあるし宇宙人もいると信じている。

### 雨男
1999年からおよそ10年もの間、スガシカオの参加するライブは全て悪天候に見舞われていたために「雨男」と呼ばれる事がしばしばあった。当の本人はそれを極端に嫌っており、2009年のFM802のフリーライブ「MEET THE WORLD BEET 2009」にて快晴に恵まれた時には「二度とオレのことを雨男と呼ばないでくれ」と雨男の称号を返上した。

### 突発性難聴
2012年10月に、スガはブログで1年ほど前から突発性難聴を発症していたことを公表した。右耳の聴力が著しく低下し、一時は眠れないほどの耳鳴りに悩まされたというが、このブログ記事の執筆時点では70〜80%まで聴力が回復してきたと報告している。また、2013年末時点での定期健診では、右耳の現在の聴力を「まぁ、こんなもんか……」と表現し、日によってまちまちだとしている。後にスガのニコニコチャンネルで行われているニコニコ生放送にて、2011年8月11日にニコファーレで行ったTALK＆LIVEイベントの終了後に発症したことを明かしている。

## サポートメンバー

### 1997年〜2007年、2022年
- バンド名は「Shikao & The Family Sugar」。デビューから2007年3月まで活動していた。現在はメンバー同士のスケジュール調整が困難であること、また2007年の日本武道館ライブの成功で一区切りついたことなどから、活動を中止している。2022年、スガのデビュー25周年を記念して、メジャー・デビュー日である2月26日から「スガ シカオ 25th Anniversary Shikao & the Family Sugar Special Live」と銘打ち、東京と大阪にてビルボードライブ公演を含め4つのライブが敢行、15年ぶりにメンバーが再集結し記念復活を果たした。
  - 構成メンバー
    - スガシカオ（ヴォーカル、リズムギター）
    - 森俊之（バンドマスター、キーボード）
    - 沼澤尚（ドラムス）
    - 間宮工（ギター）
    - 坂本竜太（初代ベース）
    - 松原秀樹（二代目ベース）
    - 大滝裕子（コーラス）
    - 斎藤久美（コーラス）

### 2007年〜2015年
- バンド名は「FUNK FIRE」。デビュー10周年を迎えてほどなく結成され、2007年4月から2015年頃まで活動していた。
  - 構成メンバー
    - スガシカオ（ヴォーカル、リズムギター）
    - 坂本竜太（バンドマスター、ベース）
    - 田中義人（ギター）
    - 岸田容男（ドラムス）
    - 林田 “pochi” 裕一（キーボード）
    - 大滝裕子（コーラス）
    - 佐々木真里（キーボード、コーラス）

### 2015年〜2022年
- バンド名はなし。アルバム「THE LAST」の制作・披露などに伴い、一部のメンバーが一新された。
  - 構成メンバー
    - スガシカオ（ヴォーカル、リズムギター）
    - 坂本竜太（バンドマスター、ベース）
    - JUON(FUZZY CONTROL)（初代ギター）
    - DURAN（二代目ギター）
    - FUYU（ドラムス）
    - SATOKO(FUZZY CONTROL)（ドラムス）
    - 林田 “pochi” 裕一（キーボード）
    - マヤ・ハッチ（コーラス）

### 2022年〜現在
- バンド名はなし。デビュー25周年記念の大感謝祭ライブに伴い、一部のメンバーが一新された。
  - 構成メンバー
    - スガシカオ（ヴォーカル、リズムギター）
    - 坂本竜太（バンドマスター、ベース）
    - DURAN（ギター）
    - FUYU（ドラムス）
    - KAZ（ドラムス）
    - ハナブサユウキ（キーボード）
    - JUDY.（コーラス）

## ディスコグラフィ

### メジャー

#### シングル
| 枚           | リリース日     | タイトル                   | 最高順位 |
| ------------ | -------------- | -------------------------- | -------- |
| 1st          | 1997年2月26日  | ヒットチャートをかけぬけろ |          |
| 2nd          | 1997年5月28日  | 黄金の月                   | 72位     |
| 3rd          | 1997年7月30日  | ドキドキしちゃう           | 92位     |
| 4th          | 1997年11月21日 | 愛について                 | 44位     |
| 5th          | 1998年5月27日  | ストーリー                 | 34位     |
| 6th          | 1998年11月28日 | ぼくたちの日々             | 28位     |
| 7th          | 1999年6月23日  | 夜明けまえ                 | 23位     |
| 8th          | 1999年8月18日  | あまい果実                 | 30位     |
| 9th          | 2000年8月2日   | SPIRIT                     | 17位     |
| 10th         | 2000年10月12日 | AFFAIR                     | 19位     |
| 11th         | 2001年8月1日   | 8月のセレナーデ            | 18位     |
| 12th         | 2002年1月17日  | 青空/Cloudy                | 8位      |
| 13th         | 2002年5月29日  | アシンメトリー             | 5位      |
| 14th         | 2003年2月26日  | サヨナラ/気まぐれ          | 19位     |
| 15th         | 2004年5月12日  | 秘密                       | 13位     |
| 16th         | 2004年8月25日  | クライマックス             | 19位     |
| 17th         | 2004年10月27日 | 光の川                     | 23位     |
| 18th         | 2005年8月10日  | 奇跡/夏陰/サナギ           | 9位      |
| 19th         | 2006年4月26日  | 19才                       | 7位      |
| 20th         | 2006年6月21日  | 真夏の夜のユメ             | 13位     |
| 21st         | 2006年9月6日   | 午後のパレード             | 23位     |
| 22nd         | 2007年6月13日  | フォノスコープ             | 7位      |
| 23rd         | 2008年5月14日  | NOBODY KNOWS               | 5位      |
| 24th         | 2008年9月3日   | コノユビトマレ             | 17位     |
| 25th         | 2009年7月15日  | Party People               | 7位      |
| 26th         | 2009年11月25日 | はじまりの日 feat.Mummy-D  | 11位     |
| 配信リリース | 2010年3月10日  | 雨あがりの朝に             |          |
| 27th         | 2010年4月28日  | サヨナラホームラン         | 14位     |
| 28th         | 2011年2月23日  | 約束                       | 13位     |
| 配信リリース | 2012年6月27日  | Re:you/傷口                |          |
| 配信リリース | 2012年10月25日 | Festival                   |          |
| 29th         | 2013年4月10日  | アイタイ                   | 8位      |
| 配信リリース | 2013年9月18日  | 赤い実                     |          |
| 配信リリース | 2013年12月4日  | 赤い実 remix               |          |
| 30th         | 2014年5月21日  | アストライド/LIFE          | 15位     |
| 配信リリース | 2014年10月22日 | モノラルセカイ             |          |
| 配信リリース | 2017年5月6日   | 雨ノチ晴レ                 |          |
| 配信リリース | 2017年5月6日   | ハッピーストライク         |          |
| 配信リリース | 2017年12月26日 | トワイライト★トワイライト  |          |
| 配信リリース | 2019年10月16日 | ぼくの街に遊びにきてよ     |          |
| 配信リリース | 2022年7月13日  | モンスターディスコ         |          |
| 配信リリース | 2023年1月18日  | バニラ                     |          |
| 配信リリース | 2023年4月12日  | ハチミツ                   |          |

### オリジナル・アルバム
| 枚   | リリース日     | タイトル                                | 最高順位 |
| ---- | -------------- | --------------------------------------- | -------- |
| 1st  | 1997年9月3日   | Clover                                  | 10位     |
| 2nd  | 1998年6月24日  | FAMILY                                  | 8位      |
| 3rd  | 1999年9月8日   | Sweet                                   | 3位      |
| 4th  | 2000年10月25日 | 4Flusher                                | 4位      |
| 5th  | 2003年5月7日   | SMILE                                   | 2位      |
| 6th  | 2004年11月17日 | TIME                                    | 6位      |
| 7th  | 2006年9月6日   | PARADE                                  | 3位      |
| 8th  | 2008年9月10日  | FUNKAHOLiC                              | 4位      |
| 9th  | 2010年5月12日  | FUNKASTiC                               | 2位      |
| 10th | 2016年1月20日  | THE LAST                                | 3位      |
| 11th | 2019年4月17日  | 労働なんかしないで 光合成だけで生きたい | 9位      |
| 12th | 2023年2月1日   | イノセント                              | 11位     |

## 参加作品・楽曲提供
| 発売日         | 曲名                                                     | 収録された作品                                                       | 備考                     |
| -------------- | -------------------------------------------------------- | -------------------------------------------------------------------- | ------------------------ |
| 1997年4月23日  | Happy Birthday                                           | 杏子「Happy Birthday」                                               | 作詞・作曲               |
| 1997年8月6日   | ココニイルコト                                           | SMAP「SMAP 011 ス」                                                  | 作詞・作曲・編曲         |
| 1997年11月12日 | イジメテミタイ                                           | 杏子「イジメテミタイ」                                               | 作詞・作曲               |
| 1998年1月14日  | 夜空ノムコウ                                             | SMAP「夜空ノムコウ」                                                 | 作詞                     |
| 1998年1月14日  | リンゴジュース                                           | SMAP「夜空ノムコウ」                                                 | 作詞・作曲               |
| 1998年9月9日   | たんぽぽの種                                             | 森高千里『Sava Sava』                                                | 作曲・編曲               |
| 1999年5月12日  | 永遠という場所                                           | 杏子「永遠という場所」                                               | コーラス                 |
| 1999年5月19日  | まひるの星                                               | 森高千里「まひるの星」                                               | 作曲                     |
| 2003年11月19日 | You Got Me                                               | CHEMISTRY「YOUR NAME NEVER GONE／Now or Never／You Got Me」          | ギター                   |
| 2006年3月22日  | Real Face                                                | KAT-TUN「Real Face」                                                 | 作詞                     |
| 2006年5月10日  | 黎明                                                     | 元ちとせ『ハナダイロ』                                               | コーラス                 |
| 2006年8月2日   | アオゾラペダル                                           | 嵐「アオゾラペダル」                                                 | 作詞・作曲               |
| 2007年7月25日  | Fly Away                                                 | SEAMO「Fly Away」                                                    | ギター                   |
| 2007年8月22日  | Precious                                                 | MICRON' STUFF「Precious」                                            | ゲスト                   |
| 2008年10月22日 | Loveless                                                 | 福耳『10th Anniversary Songs〜Tribute to COIL〜』                    | ゲスト                   |
| 2009年3月25日  | トウキョータワー                                         | CHAGE『Many Happy Returns』                                          | ゲスト                   |
| 2010年9月29日  | 振り向かない／スガシカオ+常田真太郎（スキマスイッチ）    | 福耳『HOME〜山崎まさよしトリビュート〜』                             | ゲスト                   |
| 2011年8月24日  | S.ex. with TSUCHIYA ANNA and SUGA SHIKAO／シーモネーター | SEAMO『コラボ伝説』                                                  | ゲスト                   |
| 2012年7月25日  | Physical                                                 | Bradberry Orchestra feat. スガシカオ、Crystal Kay、Salyu「Physical」 | ゲスト                   |
| 2013年2月13日  | Dance Dance                                              | Yoshito Tanaka『THE 12-YEAR EXPERIMENT』                             | ゲスト                   |
| 2013年12月18日 | 星月夜                                                   | JUJU『星月夜』※配信限定シングル                                      | 作詞                     |
| 2014年6月11日  | FIRE BALL feat. Suga Shikao                              | FIRE HORNS『Primal Ignition』                                        | ゲスト                   |
| 2015年3月21日  | Music Train 〜春の魔術師〜                               | Sugar & The Radio Fire『Music Train 〜春の魔術師〜』                 | 作詞・作曲・プロデュース |
| 2016年3月22日  | 君のユメ ぼくのユメ                                      | KAT-TUN『KAT-TUN 10TH ANNIVERSARY BEST “10Ks!”』                     | 作詞・作曲               |
| 2016年10月26日 | メロディー                                               | 山本彩『Rainbow』                                                    | 作詞・作曲               |
| 2017年7月26日  | ファスナー                                               | Mr.Children『himawari』                                              | ゲスト                   |
| 2017年11月8日  | ヒカルカケラ                                             | Little Glee Monster 『OVER/ヒカルカケラ』                            | 作詞・作曲               |
| 2022年1月7日   | Boys & Girls                                             | IDOLiSH7『Opus』アプリゲーム『アイドリッシュセブン』より             | 作詞・作曲               |

## タイアップ一覧
| 楽曲                                    | タイアップ |
| --------------------------------------- | --- |
| ヒットチャートをかけぬけろ              | 日産自動車「ダットサンピックアップ」CMソング                                                                           |
| SWEET BABY, Half                        | BS2『真夜中の王国』オープニングテーマ                                                                                  |
| ドキドキしちゃう                        | 三菱自動車工業「パジェロ・ミニ」CMソング                                                                               |
| 愛について                              | NHK総合テレビ『ポップジャム』エンディングテーマ                                                                        |
| ぼくたちの日々                          | TBS系ドラマ『なにさまっ!』主題歌                                                                                       |
| ひとりごと〜FAMILY SUGAR TYPE〜         | 江崎グリコ「アーモンドチョコレート」CMソング                                                                           |
| 夜明けまえ                              | セイコー「LUKIA」CMソング                                                                                              |
| 夕立ち                                  | 東映配給映画『ブギーポップは笑わない Boogiepop and Others』主題歌                                                      |
| 夕立ち                                  | テレビ東京系アニメ『ブギーポップは笑わない Boogiepop Phantom』オープニングテーマ                                       |
| ONLY YOU                                | アサヒビール「WiLL スムースビア」CMソング                                                                              |
| SPIRIT                                  | TBS系『日立 世界・ふしぎ発見!』エンディングテーマ                                                                      |
| AFFAIR                                  | テレビ朝日系ドラマ『愛人の掟・あなたに逢いたくて』主題歌                                                               |
| Cloudy                                  | J-WAVE2001年クリスマスソング                                                                                           |
| 青空                                    | 東宝配給映画『仄暗い水の底から』主題歌                                                                                 |
| ココニイルコト                          | 日本ヘラルド配給映画『ココニイルコト』主題歌                                                                           |
| アシンメトリー                          | フジテレビ系ドラマ『整形美人。』主題歌                                                                                 |
| 深呼吸                                  | サッポロビール「北海道生搾り」CMソング                                                                                 |
| Go! Go!                                 | J-Phone「メガピクセルケータイ」キャンペーンソング                                                                      |
| やつらの足音のバラード                  | ダイドードリンコ「MiU」CMソング                                                                                        |
| やつらの足音のバラード                  | ファインフィルムズ配給映画『ワースト☆コンタクト』主題歌                                                                |
| 光の川                                  | TBS系ドラマ『こちら本池上署』主題歌                                                                                    |
| （JUST LIKE）STARTING OVER              | 日産自動車「ラティオ」CMソング                                                                                         |
| June                                    | 積水ハウス「シャーメゾン」CMソング                                                                                     |
| 8月のセレナーデ                         | フジテレビ系アニメ『ハチミツとクローバー』挿入歌                                                                       |
| 月とナイフ                              | フジテレビ系アニメ『ハチミツとクローバー』挿入歌                                                                       |
| 波光                                    | フジテレビ系アニメ『ハチミツとクローバー』挿入歌                                                                       |
| そろそろいかなくちゃ                    | フジテレビ系アニメ『ハチミツとクローバー』挿入歌                                                                       |
| ユビキリ                                | フジテレビ系アニメ『ハチミツとクローバー』挿入歌                                                                       |
| 黄金の月                                | フジテレビ系アニメ『ハチミツとクローバー』挿入歌                                                                       |
| Room201                                 | フジテレビ系アニメ『ハチミツとクローバー』挿入歌                                                                       |
| 奇跡                                    | 朝日放送「2005年全国高校野球選手権大会中継」統一テーマソング                                                           |
| 夏陰〜なつかげ〜                        | テレビ朝日系『熱闘甲子園』エンディングテーマ                                                                           |
| 夏陰〜なつかげ〜                        | フジテレビ系アニメ『ハチミツとクローバーII』挿入歌                                                                     |
| サナギ〜theme from xxxHOLiC the movie〜 | 松竹配給アニメ映画『劇場版xxxHOLiC 真夏ノ夜ノ夢』主題歌                                                                |
| 19才                                    | TBS系アニメ『xxxHOLiC』オープニングテーマ                                                                              |
| 真夏の夜のユメ                          | ワーナー・ブラザース映画配給映画『デスノート 前編』挿入歌                                                              |
| 風なぎ                                  | OAD『xxxHOLiC・籠 〜XXXホリック・ロウ〜』主題歌                                                                        |
| 風なぎ                                  | フジテレビ系アニメ『ハチミツとクローバーII』挿入歌                                                                     |
| ココニイルコト                          | フジテレビ系アニメ『ハチミツとクローバーII』挿入歌                                                                     |
| Happy Birthday                          | フジテレビ系アニメ『ハチミツとクローバーII』挿入歌                                                                     |
| リンゴ・ジュース                        | フジテレビ系アニメ『ハチミツとクローバーII』挿入歌                                                                     |
| ふたりのかげ                            | フジテレビ系アニメ『ハチミツとクローバーII』挿入歌                                                                     |
| Progress                                | NHK総合テレビ『プロフェッショナル 仕事の流儀』主題歌                                                                   |
| 午後のパレード                          | 積水ハウス「シャーメゾン」CMソング                                                                                     |
| 午後のパレード                          | 日本テレビ系『音楽戦士 MUSIC FIGHTER』オープニングテーマ                                                               |
| 午後のパレード                          | エクセレントフィルム配給映画『髪がかり』主題歌                                                                         |
| Hop Step Dive                           | 毎日コミュニケーションズ「マイナビ転職」CMソング                                                                       |
| 春夏秋冬                                | 日本テレビ系『NEWS ZERO』テーマソング                                                                                  |
| 春夏秋冬                                | リコー「愛するを、品質に。」CMソング                                                                                   |
| 春夏秋冬                                | テレビ愛知『スケート靴の約束』エンディング挿入歌                                                                       |
| 坂の途中 <'07 Spring Version>           | FM802「ACCESS」キャンペーンソング                                                                                      |
| フォノスコープ                          | カネボウ化粧品「T'ESTIMO」CMソング                                                                                     |
| 1/3000ピース                            | 積水ハウス「シャーメゾン」CMソング                                                                                     |
| NOBODY KNOWS                            | TBS系アニメ『xxxHOLiC◆継』オープニングテーマ                                                                           |
| コノユビトマレ                          | 積水ハウス「シャーメゾン」CMソング                                                                                     |
| コノユビトマレ                          | テレビ神奈川『saku saku』エンディングテーマ                                                                            |
| POP MUSIC                               | J-WAVE 20th ANNIVERSARY SONG                                                                                           |
| sofa                                    | OAD『xxxHOLiC 春夢記』オープニングテーマ                                                                               |
| TOKYO LIFE                              | 積水ハウス「シャーメゾン」CMソング                                                                                     |
| あだゆめ                                | OAD『xxxHOLiC・籠 あだゆめ 〜XXXホリック・ロウ〜』オープニングテーマ                                                   |
| はじまりの日 feat. Mummy-D              | テレビ東京系アニメ『テガミバチ』オープニングテーマ                                                                     |
| 雨あがりの朝に                          | ブロードメディア・スタジオ配給映画『スイートリトルライズ』主題歌                                                       |
| 兆し                                    | 白泉社「3月のライオン」第4巻発売記念CMソング                                                                           |
| 約束                                    | テレビ東京系アニメ「テガミバチREVERSE」オープニングテーマ                                                              |
| Stand By Me                             | ホンダ「ステップワゴン」CMソング                                                                                       |
| アイタイ                                | WOWOW『CLAMPドラマ ホリック〜xxxHOLiC〜』主題歌                                                                        |
| アストライド                            | ソニー損保CMソング |
| LIFE                                    | ワーナー・ブラザース映画配給映画『オー!ファーザー』主題歌                                                              |
| モノラルセカイ                          | 関西テレビ「ちゃちゃ入れマンデー」12月度エンディングテーマ                                                             |
| モノラルセカイ                          | サンテレビ「笑い飯のおもしろテレビ」12月度エンディングテーマ                                                           |
| 雨ノチ晴レ                              | 田島ルーフィング CMイメージソング                                                                                      |
| ハッピーストライク                      | Zoff 2017 サングラスキャンペーンソング                                                                                 |
| トワイライト★トワイライト               | 三井アウトレットパーク CMソング                                                                                        |
| 遠い夜明け                              | テレビ東京月10ドラマBiz『よつば銀行 原島浩美がモノ申す！〜この女に賭けろ〜』主題歌                                     |
| モンスターディスコ                      | フジテレビ系TVアニメ「デジモンゴーストゲーム」エンディング主題歌                                                       |
| 灯火                                    | 関東電気保安協会「安全のプロ篇」CMソング                                                                               |
| ハチミツ                                | テレビアニメ『異世界でチート能力を手にした俺は、現実世界をも無双する～レベルアップは人生を変えた～』エンディングテーマ |
| あなたへの手紙                          | レバレジーズメディカルケア「レバウェル」『今日までの日々を、力に変えて。』篇CMソング                                   |

## 書籍
- 1095（2000年、木楽舎）
- 731（+1095）（2002年、角川書店）
- 別冊カドカワ
  - スガシカオ（2007年、角川書店）
  - 愛と幻想のレスポール（2017年、株式会社KADOKAWA）

## 出演

### ラジオ
- スガシカオのヒットチャートをかけぬけろ（1997年 - 1998年、FM NORTH WAVE）
- Across The View（1997年 - 2001年、J-WAVE）
- ARTIST PARADISE（1997年 - 1998年、bayfm）
- MUSIC FREAKS（1998年 - 1999年、FM802）
- OH! MY RADIO（2001年 - 2005年、J-WAVE） - 木曜日レギュラー
- NIGHT STORIES（2005年 - 2006年、J-WAVE） - 月曜日レギュラー
- スガシカオ芸能ギリギリ刑事（2006年、うたキャス）
- BEAT ON THE RADIO（2007年、FM802）
- スガ☆ステーション（2007年 - 、うたキャス）
- J-WAVE GOLDEN WEEK SPECIAL PRO TEC presents BRILLIANT WORLD（2011年、J-WAVE）
- Mercedes-Benz THE EXPERIENCE（2020年 - 2022年、J-WAVE）

### 連載
- ぼくたちの日々（bounce）
- ソングコング「ひとりぼっち」（ソニー・マガジンズ）
- an・an「LIFE WITH MUSIC」（マガジンハウス）
- SWITCH「SPEED」（スイッチ・パブリッシング）

### CM
- サッポロビール
  - 「北海道生搾り」（2002年）
  - 「黒ラベル」（2010年）
- 毎日コミュニケーションズ「マイナビ転職」
- カネボウ化粧品「T'ESTIMO」（2007年）
- 白泉社「3月のライオン」第4巻発売記念（2010年）

### テレビ
- SPACE SHOWER TV × MOOCS LIVE inc. （2005年〜2006年、スペースシャワーTV）
- シカオノヨウガク（2010年、フジテレビワンツーネクスト）
- The Voice Japan（2023年4月9日 - 、テレビ東京）

### 映画
- Mr.Children / Split The Difference（2010年、東宝）

### 舞台
- ヘドウィグ・アンド・アングリーインチ（2012年） - 訳詞

### テレビドラマ
- プラージュ 〜訳ありばかりのシェアハウス〜 （2017年） - 加藤友樹 役
- よつば銀行 原島浩美がモノ申す！〜この女に賭けろ〜』（2019年） - バーのマスター 役

## 受賞歴
- JFNリスナーズアウォード・新人奨励賞
- SPACE SHOWER Music Video Awards・BEST MALE CLIP（ストーリー）
- J-WAVE AWARD・ベスト男性アーティスト
- J-WAVE SAPPORO BEER TOKIO HOT 100 AWARD・20TH ANNIVERSARY AWARD
- 第21回日本メガネベストドレッサー賞（サングラス部門）